# 符桿

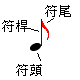
音符的各部位

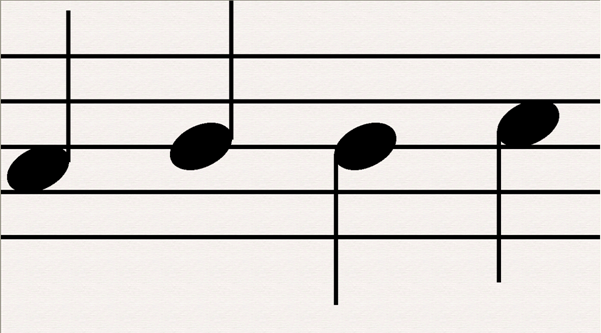
符桿的方向

符桿是音符的一部分，在二分音符或更短的音符中連接着符頭，而全音符和短音符(二全音符)則沒有符桿，但長音符亦有符桿。八分音符或更短的音符中符桿亦連接符尾。除非樂譜過度擠迫或要標示花音，符桿會向上或下伸延一個八度，而如一個八度仍未抵第三線，則自動延至第三線。
若符桿向下，它連接符頭的左方；若符桿向上，它連接符頭的右方，除非和弦中兩個音在相接的線和間上時則低音者左高音者右。在第三線上方符桿向下，在其下方則符桿向上，除非為區別同一份譜中不同聲部時以其方向標示。有時兩個不同变音记号的音符在五線譜中同一條線或間上，則符桿分叉成"丫"形將兩個音岔開標示。

## 另見
- 音符時值
- 符尾
- 符頭
- 符槓